# Pau López
Pour les articles homonymes, voir López.
Pau López Sabata, né le 13 décembre 1994 à Gérone, est un footballeur international espagnol qui évolue au poste de gardien de but au Real Betis.

## Biographie

### Carrière en club
Né à Gérone en Catalogne, Pau López est formé au Girona FC de 2002 à 2007 puis rejoint l'Espanyol de Barcelone. Après six ans en équipe junior, il intègre l'équipe réserve en 2013 avec laquelle il participe à trente-cinq rencontres de troisième division durant la saison 2013-2014. La saison suivante, il fait partie du groupe professionnel en tant que deuxième gardien. Il joue dix matchs dont deux en championnat et atteint les demi-finales de la Coupe du Roi avant d'être battu par l'Athletic Bilbao. Lors de la saison 2015-2016, il devient le numéro un du club barcelonais.

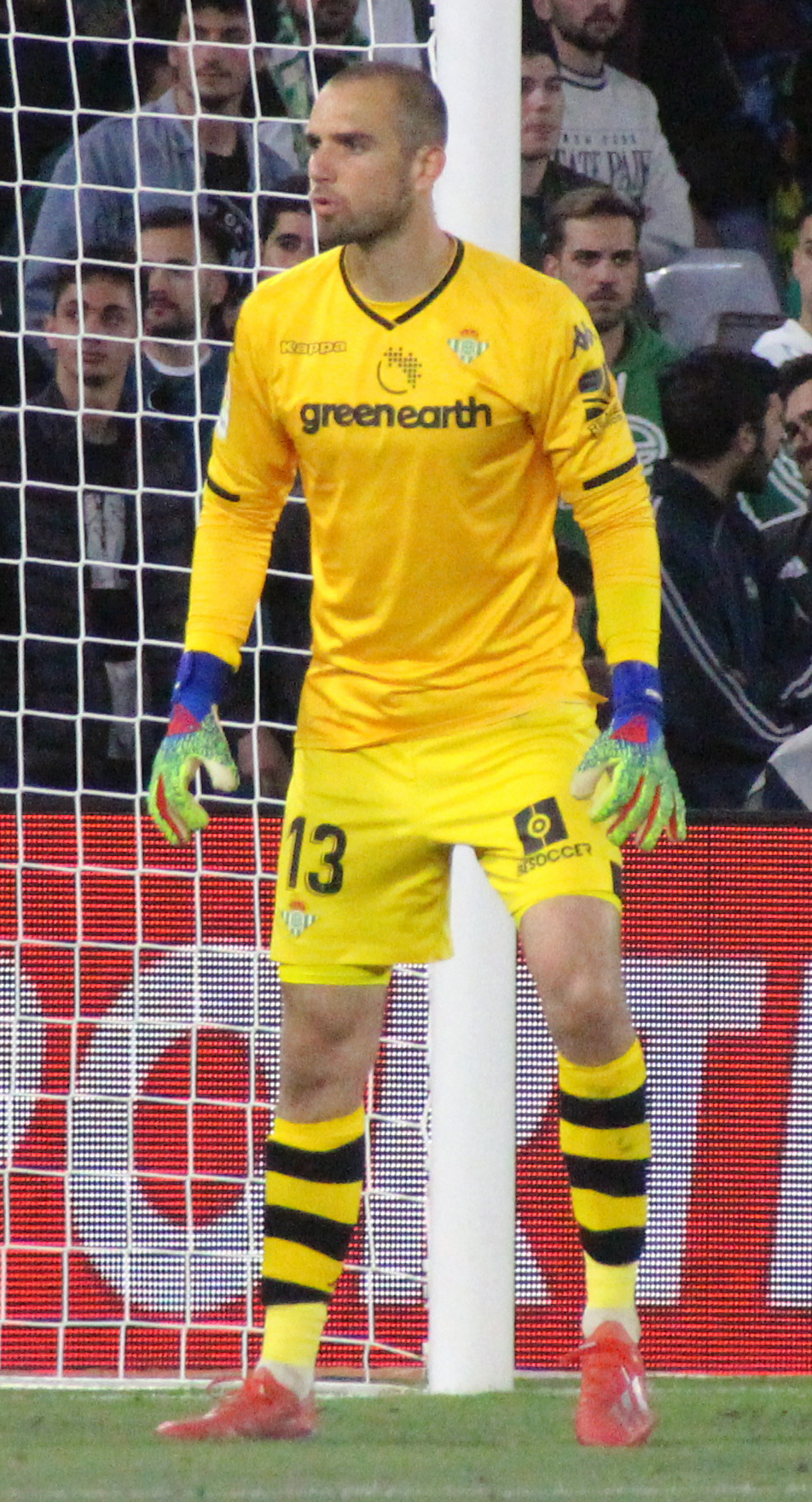
López avec le Real Betis en 2019.

Lors du mercato d'été 2016, il est prêté au Tottenham Hotspur.
Libre depuis la fin de son contrat à l'Espanyol Barcelone, il s'engage début juillet 2018 avec le Real Betis jusqu'en 2023.
Le 10 juillet 2019, Pau López est officiellement transféré à l'AS Rome pour une durée de cinq ans contre 23,5 millions d'euros.
Le 8 juillet 2021, l'Olympique de Marseille annonce un accord de principe avec le club romain pour le prêt de Pau López pour une saison avec option d'achat. Le prêt est officialisé trois jours plus tard.
Il devient le gardien titulaire de l'OM le 11 septembre lors de la 5e journée de Ligue 1, envoyant la légende du club Steve Mandanda sur le banc.
Le 8 janvier 2022, l'option d'achat automatique à 15 millions d'euros après vingt matchs joués est levée. Le transfert définitif ne devient cependant effectif que le 1er juillet 2022, date d'ouverture du mercato d'été, pour un montant de 12 millions d'euros.
Le 16 août 2024, après avoir failli aller à Côme, promu en Serie A, Pau López est prêté à Gérone, son club formateur, avec une option d'achat qui s'élève à 6,5 millions d'euros.
Le 7 janvier 2025, il est prêté à Lens jusqu'à la fin de la saison avec une option d'achat fixée à 4 millions d'euros,. Le lendemain, Gérone fait part de leur volonté de conserver le joueur jusqu'au 29 janvier, condition inacceptable pour le RC Lens qui renonce donc à la signature du gardien Espagnol.
Le 2 février 2025, il est finalement prêté au Deportivo Toluca FC avec une option d'achat.

### En sélection nationale
Pau López fait ses débuts avec l'Espagne espoirs le 28 mars 2016 contre la Norvège au Stade Enrique-Roca de Murcie. Il participe à l'Euro U-21 qui s'est déroulé en Pologne en 2017.
Luis Enrique l'inclut comme troisième gardien lors de ses premières convocations avec l'équipe d'Espagne. Pau López fait ses débuts avec l'équipe espagnole le 18 novembre 2018 contre la Bosnie-Herzégovine lors d'un match amical au Stade de Grande Canarie, remplaçant Kepa à la 75e minute.

## Statistiques

### En club
| Saison                | Club                          | Championnat           | Championnat | Championnat | Coupe(s) nationale(s) | Coupe(s) nationale(s) | Compétition(s) continentale(s) | Compétition(s) continentale(s) | Compétition(s) continentale(s) | Total | Total |
| Saison                | Club                          | Division              | M.          | B.          | M.                    | B.                    | Comp.                          | M.                             | B.                             | M.    | B.    |
| 2013-2014             | RCD Espanyol B                | Segunda División B    | 35          | 0           | -                     | -                     | -                              | -                              | -                              | 35    | 0     |
| 2014-2015             | RCD Espanyol                  | Liga                  | 2           | 0           | 8                     | 0                     | -                              | -                              | -                              | 10    | 0     |
| 2015-2016             | RCD Espanyol                  | Liga                  | 36          | 0           | 2                     | 0                     | -                              | -                              | -                              | 38    | 0     |
| 2017-2018             | RCD Espanyol                  | Liga                  | 29          | 0           | 1                     | 0                     | -                              | -                              | -                              | 30    | 0     |
| Sous-total            | Sous-total                    | Sous-total            | 67          | 0           | 11                    | 0                     | -                              | -                              | -                              | 78    | 0     |
| 2016-2017             | Tottenham Hotspur (prêt)      | Premier League        | 0           | 0           | 0                     | 0                     | -                              | -                              | -                              | 0     | 0     |
| 2018-2019             | Real Betis                    | Liga                  | 33          | 0           | -                     | -                     | C3                             | 2                              | 0                              | 35    | 0     |
| 2019-2020             | AS Rome                       | Serie A               | 32          | 0           | 2                     | 0                     | C3                             | 8                              | 0                              | 42    | 0     |
| 2020-2021             | AS Rome                       | Serie A               | 21          | 0           | 1                     | 0                     | C3                             | 12                             | 0                              | 34    | 0     |
| Sous-total            | Sous-total                    | Sous-total            | 53          | 0           | 3                     | 0                     | -                              | 20                             | 0                              | 76    | 0     |
| 2021-2022             | Olympique de Marseille (prêt) | Ligue 1               | 29          | 0           | 2                     | 0                     | C3+C4                          | 5+0                            | 0                              | 36    | 0     |
| 2022-2023             | Olympique de Marseille        | Ligue 1               | 33          | 0           | 3                     | 0                     | C1                             | 6                              | 0                              | 42    | 0     |
| 2023-2024             | Olympique de Marseille        | Ligue 1               | 33          | 0           | 1                     | 0                     | C1+C3                          | 2+13                           | 0                              | 49    | 0     |
| Sous-total            | Sous-total                    | Sous-total            | 95          | 0           | 6                     | 0                     | -                              | 26                             | 0                              | 127   | 0     |
| 2024-2025             | Girona FC (prêt)              | Liga                  | 1           | 0           | 1                     | 0                     | C1                             | 1                              | 0                              | 3     | 0     |
| Sous-total            | Sous-total                    | Sous-total            | 1           | 0           | 1                     | 0                     | -                              | 1                              | 0                              | 3     | 0     |
| Total sur la carrière | Total sur la carrière         | Total sur la carrière | 314         | 0           | 21                    | 0                     | -                              | 49                             | 0                              | 384   | 0     |

## En équipe nationale
| Saison                | Sélection             | Phases finales        | Phases finales | Phases finales | Éliminatoires CDM | Éliminatoires CDM | Éliminatoires Euro | Éliminatoires Euro | Ligue Nations UEFA | Ligue Nations UEFA | Matchs amicaux | Matchs amicaux | Total | Total |
| Saison                | Sélection             | Compétition           | M              | B              | M                 | B                 | M                  | B                  | M                  | B                  | M              | B              | M     | B     |
| --------------------- | --------------------- | --------------------- | -------------- | -------------- | ----------------- | ----------------- | ------------------ | ------------------ | ------------------ | ------------------ | -------------- | -------------- | ----- | ----- |
| 2018-2019             | Espagne               | -                     | -              | -              | -                 | -                 | 0                  | 0                  | 0                  | 0                  | 1              | 0              | 1     | 0     |
| 2019-2020             | Espagne               | -                     | -              | -              | -                 | -                 | 1                  | 0                  | -                  | -                  | -              | -              | 1     | 0     |
| Total sur la carrière | Total sur la carrière | Total sur la carrière | -              | -              | -                 | -                 | 1                  | 0                  | 0                  | 0                  | 1              | 0              | 2     | 0     |

### Matchs internationaux
La liste ci-dessous dénombre toutes les rencontres de l'Équipe d'Espagne de football auxquelles Pau López prend part, du 18 novembre 2018 jusqu'à présent.

## Palmarès

### En club
Tottenham Hotspur
- Championnat d'Angleterre
  - Vice-champion : 2017.

 Olympique de Marseille
- Championnat de France
  - Vice-champion : 2022.

### En sélection nationale
Espagne espoirs :
- Championnat d'Europe espoirs
  - Finaliste : 2017

### Distinctions personnelles
Olympique de Marseille
● Olympien du mois en Octobre 2022